# Zasada jednolitej licencji
Zasada jednolitej licencji – zasada tzw. jednolitej licencji jest powiązana z zasadami swobodnego przepływu osób, swobody świadczenia usług i swobodnego przepływu kapitału. 
Stosowanie tej zasady oznacza, że instytucja finansowa mająca zezwolenie na prowadzenie swojej działalności w jednym z krajów Unii Europejskiej, może również prowadzić taką działalność w pozostałych krajach UE, nie ubiegając się o odrębne zezwolenia w każdym z krajów. Działać będzie ona bowiem w kraju goszczącym na podstawie zezwolenia kraju macierzystego (kraju, który zezwolenie wydał i w którym siedzibę ma instytucja). W kraju goszczącym, instytucja może świadczyć swe usługi korzystając ze swobody osiedlania się (np. poprzez oddziały i filie) oraz ze swobody świadczenia usług.
Zgodnie z powyższą zasadą instytucje finansowe, które oferują pewien zakres produktów/usług mogą oferować go również w krajach, gdzie dane produkty/usługi nie są dozwolone (licencje na tego typu usługi nie są wydawane), pod warunkiem jednak, że w kraju macierzystym oferowane usługi są dozwolone.
Zasada ta mogła wejść w życie dzięki zharmonizowaniu minimalnych wymagań, które stawia się instytucjom finansowym. Gdyby tego nie zrobiono, istniało niebezpieczeństwo, że instytucje, jako kraj macierzysty, wybierałyby ten kraj, który stawia najmniejsze wymagania.